# بیگم حضرت محل
بیگم حضرت محل (حدود ۱۸۲۰ – ۷ آوریل ۱۸۷۹) که با نام بیگم اوده نیز شناخته می‌شود، همسر دوم واجد علی شاه نواب اوده و در فاصله ۱۸۵۷–۱۸۵۸ نایب السلطنه اوده بود. او به خاطر نقش اصلی که در شورش علیه کمپانی هند شرقی بریتانیا در جریان شورش‌های سال ۱۸۵۷ در هند داشت، شناخته شده‌است.
پس از تبعید شوهرش به کلکته و شروع شورش هند، پسر خردسالش شاهزاده بیرجیس قدر عنوان والی اوده، و خودش عنوان نایب السلطنه را اختیار کردند. با این حال، پس از مدت کوتاهی او را مجبور به ترک این نقش کردند. او سرانجام از راه هلور به نپال گریخت و در آنجا پناهنده شد و در سال ۱۸۷۹ در آنجا درگذشت. در تاریخ پس از استعمار هند از او به خاطر نقشش در شورش هند به عنوان قهرمان یاد می‌شود.

## نگارخانه

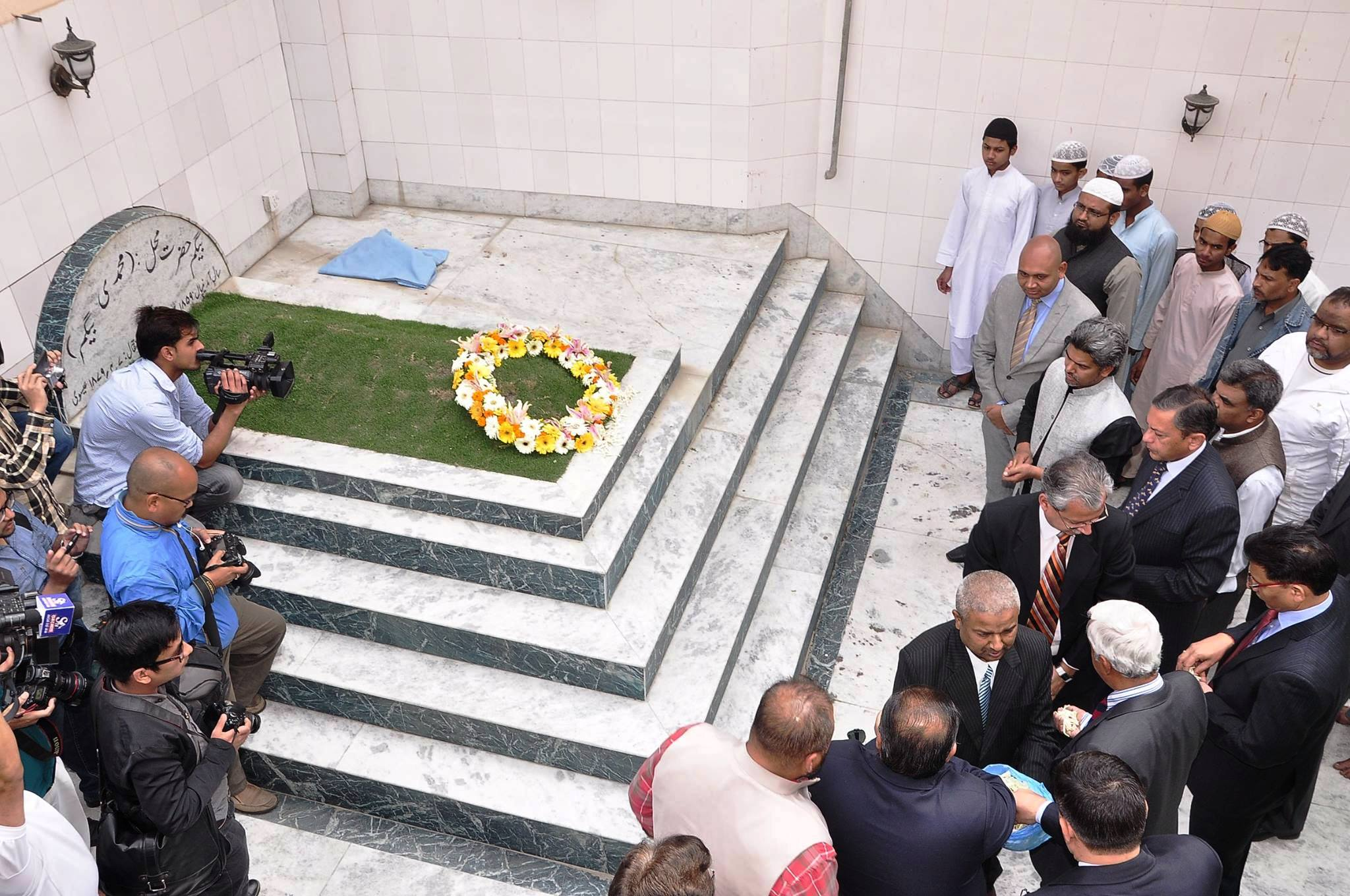
آرامگاه بیگم حضرت محل نزدیک مسجد جامع در کاتماندو.
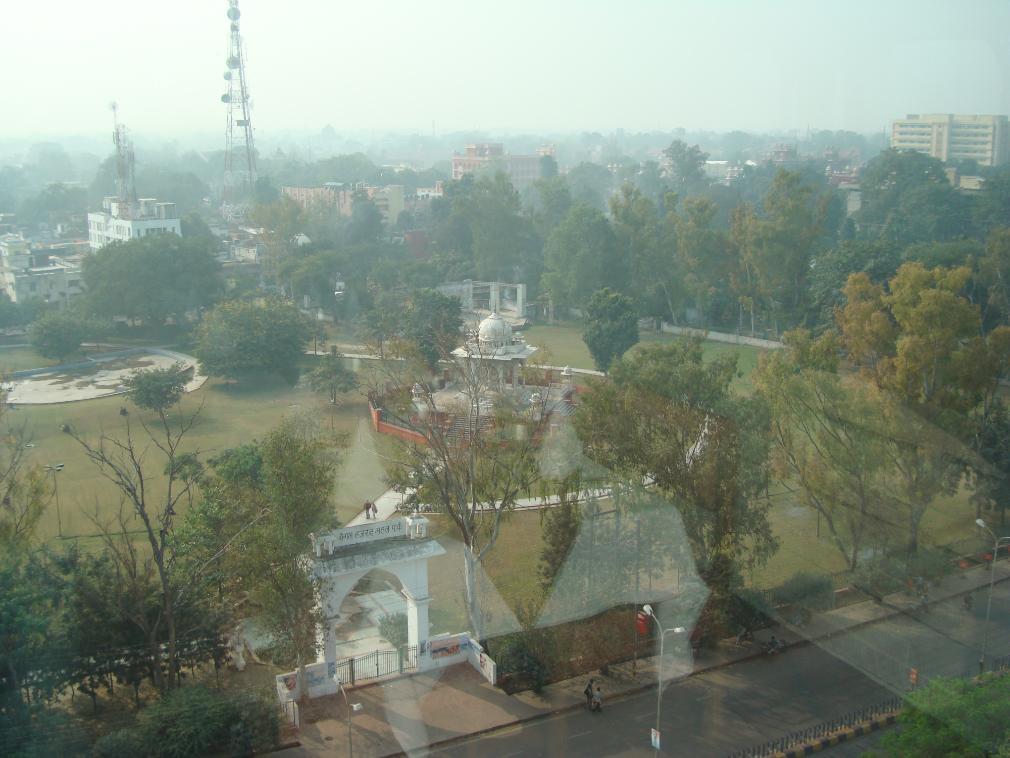
یادبود بیگم حضرت محل در پارک بیگم حضرت محل، لکهنؤ.
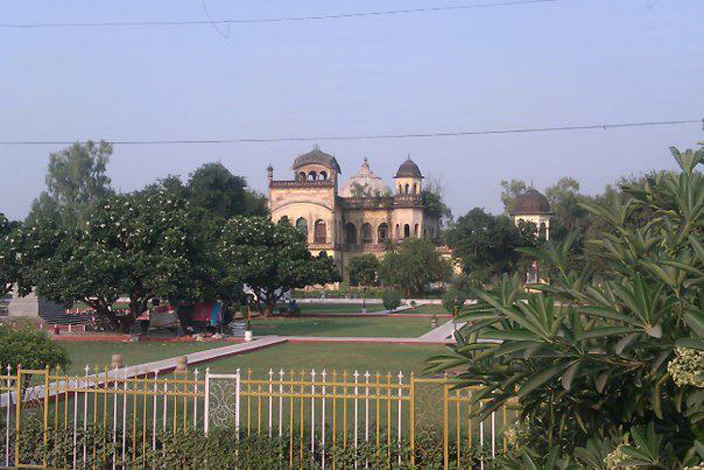
منظره‌ای از پارک بیگم حضرت محل.